# Buchhofen

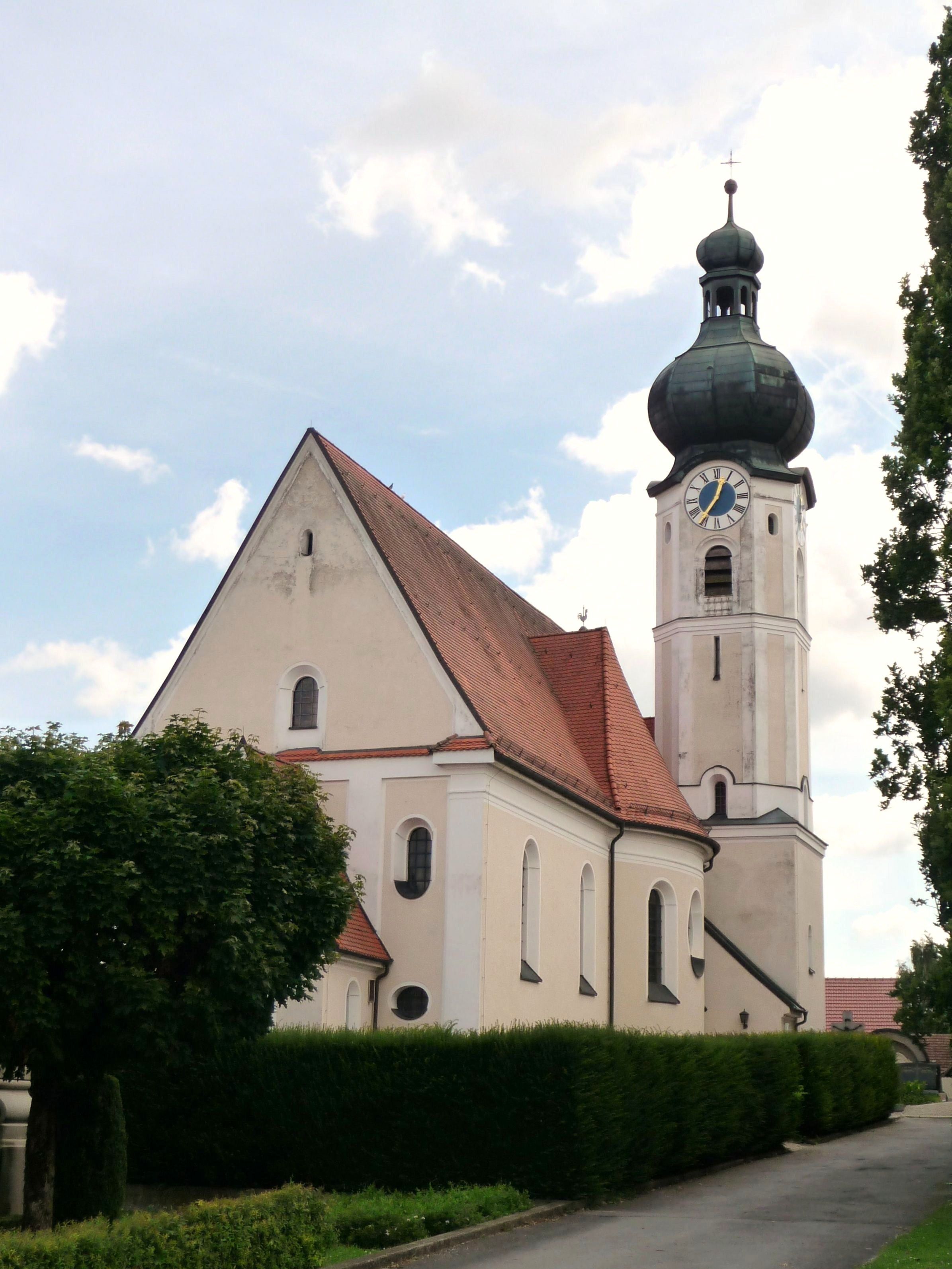
Die Pfarrkirche St. Laurentius

Buchhofen ist eine Gemeinde im niederbayerischen Landkreis Deggendorf sowie Mitglied der Verwaltungsgemeinschaft Moos.

## Geografie
Die Gemeinde liegt in der Planungsregion Donau-Wald im Gäuboden im Deggendorfer Land.
Es gibt sechs Gemeindeteile (in Klammern ist der Siedlungstyp angegeben):
- Buchhofen (Pfarrdorf)
- Lindach (Einöde)
- Manndorf (Dorf)
- Nindorf (Dorf)
- Ottmaring (Pfarrdorf)
- Putting (Weiler)

Es gibt die Gemarkungen Buchhofen und Ottmaring.

## Geschichte

### Bis zur Gemeindegründung
Schon in der Jungsteinzeit siedelten Ackerbauern auf den fruchtbaren Lößböden des Osterhofener Gäus und damit auch in der Gegend um Buchhofen.
Die frühesten urkundlichen Belege stammen dagegen erst aus dem 8. Jahrhundert: Um 741 übereignete der Agilolfingerherzog Odilo dem neu gegründeten Kloster Niederaltaich (Altaha) 28 Mansen/Huben von Poohofa/Buchhofen und Muliheim/Mühlham.
Nur ein oder zwei Jahrzehnte später kam unter Herzog Tassilo, dem Sohn von Odilo, auch Puttingas/Putting mit seinen 4 Höfen an Niederaltaich. Das Kloster Obermünster Regensburg erhielt um die Mitte des 9. Jahrhunderts ein stattliches Gut in Otmarigen/Ottmaring. Im Jahre 1149 nimmt Papst Eugen III. das Kloster Niederaltaich und die dazugehörigen Güter und Kirchen, so auch die Kirche von Buchhofen in seinen besonderen Schutz. Nach dem Urbar/Güterverzeichnis des Abtes Herman, verfasst in der Mitte des 13. Jahrhunderts, gehören Putting, die meisten Höfe von Buchhofen, ganz Niederottmaring/Nindorf, ein großer Teil von Oberottmaring und Maenndorf/Manndorf zum Kloster Niederaltaich.
Die größten Höfe bewirtschaften die Amtleute/Amänner des Klosters: der Amann von Buchhofen und von Isarhofen. Letzterer war auch für Ottmaring zuständig. Er siedelte aber im Jahr 1650 nach Niederottmaring um, nachdem am Ende des Dreißigjährigen Krieges sein Hof gebrandschatzt worden war. Der Amtmann/Kämmerer von Obermünster saß auf dem Kammerhof in Ottmaring.
Die Höfe der Ammer in Buchhofen und Nindorf sowie des Kammerbauern von Ottmaring tragen auch heute noch die alten Hofnamen.
Erste Ortsadelige wurden in Ottmaring bereits um die Mitte des 12. Jahrhunderts genannt. Dem einflussreichen Schweicker von Ottmaring, der um 1335 Herzog Heinrich XIV. 630 Pfund Regensburger Pfennige geliehen hatte, folgen die Edlen von Resch. Dann besitzen die Freiherren von Starzhausen von ca. 1530 bis 1778 die Hofmark von Ottmaring. Um 1700 hat Michael Wening u. a. auch das Schloss Ottmaring in Kupfer gestochen. Ab 1786 gehören Schloss und Hof dem Schlossbauern.
Kirchlich wird Buchhofen 1682 zur Expositur und 1895 zur Pfarrei erhoben. Für die Kirche in Ottmaring stiftet der Ritter Schweicker im Jahre 1339 drei Wochenmessen. Die barocke Ausstattung wurde von Sebastian Ferdinand von Starzhausen, Hofmarksherr von Ottmaring, und seinem Bruder Richard Wenzeslaus, Domherr zu Passau, um 1740 bis 1750 gestiftet.
Mit der Säkularisation in Bayern 1803 wurde der umfangreiche Klosterbesitz der Klöster Niederaltaich und Obermünster aufgehoben.
1818 entstanden mit dem bayerischen Gemeindeedikt die Landgemeinden Buchhofen mit den zugehörigen Orten Lindach und Putting sowie Ottmaring mit den zugehörigen Orten Manndorf und Nindorf.

### 20. und 21. Jahrhundert
Im Zuge der Gemeinde-Gebietsreform in Bayern entstand am 1. Mai 1978 aus den Gemeinden Buchhofen und Ottmaring die Gemeinde Buchhofen. Diese ist Mitglied der Verwaltungsgemeinschaft Moos.
Wie überall erlebten auch die Bauern der Gemeinde Buchhofen in den vergangenen 50 Jahren einen tief greifenden Strukturwandel: Kuh- und Pferdeställe stehen leer, der Gesindebetrieb gehört der Vergangenheit an und der viehlose vollmechanisierte Ackerbaubetrieb prägt das Dorfbild. Sehr früh schon reagierten weit blickende Landwirte auf diese Entwicklung: bereits im Jahre 1958 gründeten sie auf Initiative von Geiersberger den ersten Maschinenring weltweit. Das Bauernhofmuseum, das Johann Schreiner 1981 auf seinem Hof in Nindorf begründete, zeigt mit seinen zahlreichen Exponaten eindrucksvoll diesen Strukturwandel von der Handarbeitsstufe mit Pferde- und Ochsenanspannung bis hin zur Vollmechanisierung.
In Ottmaring wurde 2010 die Dorferneuerung erfolgreich abgeschlossen und in Buchhofen ist die Flurbereinigung schon so weit fortgeschritten, dass die Felder bereits neu verteilt werden konnten.

### Einwohnerentwicklung der Gemeinde, bezogen auf den aktuellen Gebietsstand
Im Zeitraum 1988 bis 2018 sank die Einwohnerzahl von 933 auf 890 um 43 Einwohner bzw. um 4,6 %.
- 1961: 967 Einwohner, davon 513 in Gmd. Buchhofen und 454 in Gmd. Ottmaring[6][7]
- 1970: 877 Einwohner, davon 458 in Gmd. Buchhofen und 419 in Gmd. Ottmaring
- 1987: 926 Einwohner
- 1991: 976 Einwohner
- 1995: 969 Einwohner
- 2000: 954 Einwohner
- 2005: 980 Einwohner
- 2010: 917 Einwohner
- 2015: 888 Einwohner

## Politik

### Bürgermeister
Erster Bürgermeister ist seit Mai 2014 Josef Friedberger (CSU, gewählt über Wahlliste CSU/Freie Wähler Union). Er wurde im März 2014 ohne Gegenkandidat mit 94,64 % der abgegebenen Stimmen gewählt. Bei den Kommunalwahlen am 15. März 2020 wurde Friedberger im ersten Wahlgang mit 93,2 Prozent wiedergewählt.

### Gemeinderat
Bei den Kommunalwahlen 2020 erreichte die Listenverbindung der CSU und FWU alle 8 Sitze bei 99,89 % der Stimmen. Auch 2014 und 2008 wurden von der Listenverbindung jeweils 8 Sitze gewonnen.

### Finanzen 2015
- Der Vermögenshaushalt umfasste 1.509.300 €, der Verwaltungshaushalt 1.345.200 €.
- Steuereinnahmen und Schlüsselzuweisungen ergaben 974.300 €.
- Größere Ausgabenposten waren die Kreisumlage mit 348.000 €, die Personalausgaben mit 122.500 €, die Betreuungskostenförderung für Gastkinder in anderen Kommunen mit 71.500 € und Schulverbandsumlagen mit 64.200 €.

### Wappen
| Wappen von Buchhofen | Blasonierung: „In Gold über einem grünen Dreiberg ein aus dem linken Schildrand hervorbrechender roter Greifenfang.“ |
| Wappen von Buchhofen | Wappenbegründung: Die Grundlage des Gemeindewappens bildet das alte Wappen der Benediktinerabtei Niederalteich, ein grüner Dreiberg im goldenen Schild, das vom legendären Wappen des Klosterpatrons, des heiligen Moritz, hergeleitet ist. Buchhofen gehörte Mitte des 8. Jahrhunderts zu den von Herzog Odilo an das Kloster Niederalteich geschenkten Ausstattungsgütern. Niederalteich war bis zur Säkularisation 1803 wichtigster Grundherr im Pfarrdorf Buchhofen. Der aus dem linken Schildrand hervorbrechende rote Greifenfang ist dem Wappen der Familie von Starzhausen entnommen, die von 1554 bis 1759 als Inhaberin der Hofmark Ottmaring nachweisbar ist. Das Dorf Ottmaring war über Jahrhunderte der Mittelpunkt einer adligen Hofmark; daneben bestand auch eine Propsteihofmark des Klosters Obermünster (Regensburg). In der Kombination der Wappenbilder kommt auch die 1978 erfolgte Eingemeindung der Gemeinde Ottmaring zum Ausdruck. |

## Wirtschaft und Infrastruktur

### Wirtschaft einschließlich Land- und Forstwirtschaft
Es gab im Jahr 2022 nach der amtlichen Statistik in der Gemeinde 118 sozialversicherungspflichtige Arbeitsplätze. Von der Wohnbevölkerung standen 397 Personen in einem versicherungspflichtigen Beschäftigungsverhältnis. Damit war die Zahl der Auspendler um 279 Personen größer als die der Einpendler. 12 Einwohner waren arbeitslos. Zudem bestanden im Jahr 2020 35 landwirtschaftliche Betriebe mit einer landwirtschaftlich genutzten Fläche von 2408 ha, davon waren 2366 ha Ackerfläche.

### Bildung
Im Jahr 2023 gab es folgende Einrichtungen:
- Grundschule: eine mit zwei Klassen und 44 Schülerinnen und Schülern